# 新疆国际会展中心
新疆国际会展中心（維吾爾語：شىنجاڭ خەلقئارا يىغىن-كۆرگەزمە مەركىزى‎）是中华人民共和国新疆维吾尔自治区集会议、展览、大型庆典活动为一体的国际场馆，位于乌鲁木齐市水磨沟区。新疆会展中心2009年动工建设，分两期建成。一起场馆于2011年投入使用，二期场馆于2016年投入使用。新疆国际会展中心是中国－亚欧博览会、新疆农业机械博览会等展览会、展销会、洽谈会的举办场所。
新疆国际会展中心建筑以“明月出天山”为主题，由中信建筑设计研究总院设计。其中一期场馆有6个标准展厅和2个小展厅，二期场馆有6个标准展厅和一个多功能厅。一期场馆的三至五层为会议中心。其中二期场馆建设及配套服务区项目获2016～2017年度中国建设工程鲁班奖（国家优质工程）。新疆国际会展中心同时也是国际展览业协会成员。

## 地理位置
新疆国际会展中心位于中华人民共和国新疆维吾尔自治区首府乌鲁木齐市的水磨沟区。新疆国际会展中心位于乌鲁木齐市现代服务业基地——会展片区内，附近有乌鲁木齐市文化中心、红光山公园、乌鲁木齐奥体中心等设施。

## 建设历史

### 会展背景
乌洽会是新疆会展业的起源，开始于20世纪90年代中国会展业快速发展之时。乌洽会本为“乌鲁木齐边境地方经济贸易洽谈会”，是1992年以原苏联国家以及东欧国家边地易货贸易和经济合作为主的贸易洽谈会。1994年，乌洽会改名为“乌鲁木齐对外经济贸易洽谈会”，邀请的对象、洽谈的内容均得到拓宽。此后乌洽会的规模逐年增加，2008年时，乌洽会已经从地区经济贸易洽谈会升为国家级综合性展会，主办者也从新疆当局扩大到中华人民共和国商务部、中国国际贸易促进委员会、新疆维吾尔自治区人民政府。贸易洽谈对象也扩充到中亚、西亚、南亚、俄罗斯、东欧国家。2010年第十九届乌洽会结束后，于次年升格为“中国-亚欧博览会”。
19届乌洽会选择在新疆国际博览中心（原新疆维吾尔自治区展览馆，今新疆美术馆）中举办。新疆国际博览中心场馆始建于1965年，后经多次改造。1995年修建新馆，占地面积超过51000平方米，总建筑面积25000平方米，能容纳搭建800-1000个国际标准展位。然而随着乌洽会规模的扩大，新疆国际博览中心场馆难以继续满足需求。

### 中心建设
2008年，中国共产党新疆维吾尔自治区委员会、新疆维吾尔自治区人民政府决定为乌鲁木齐市举办的大型展会建设新场馆，由中信建筑设计研究总院的新疆国际展中心总体设计方案脱颖而出。2009年3月，新疆国际会展中心正式破土动工，一期工程投资近12亿元人民币。经过新疆国际汽车工业博览会、农产品展销会、中国新疆国际煤炭工业博览会等试运行展览活动后，新疆国际会展中心于2011年8月17日正式开馆。2011年9月1日，首届中国-亚欧博览会在新疆国际会展中心开幕。2014年7月，新疆国际会展中心二期工程获批并开工。2015年，二期工程封顶。2016年9月，第五届中国-亚欧博览会首次启用新疆国际会展中心二期展馆。2016年，新疆国际会展中心成为国际展览业协会成员。

## 场馆设施

### 一期建筑

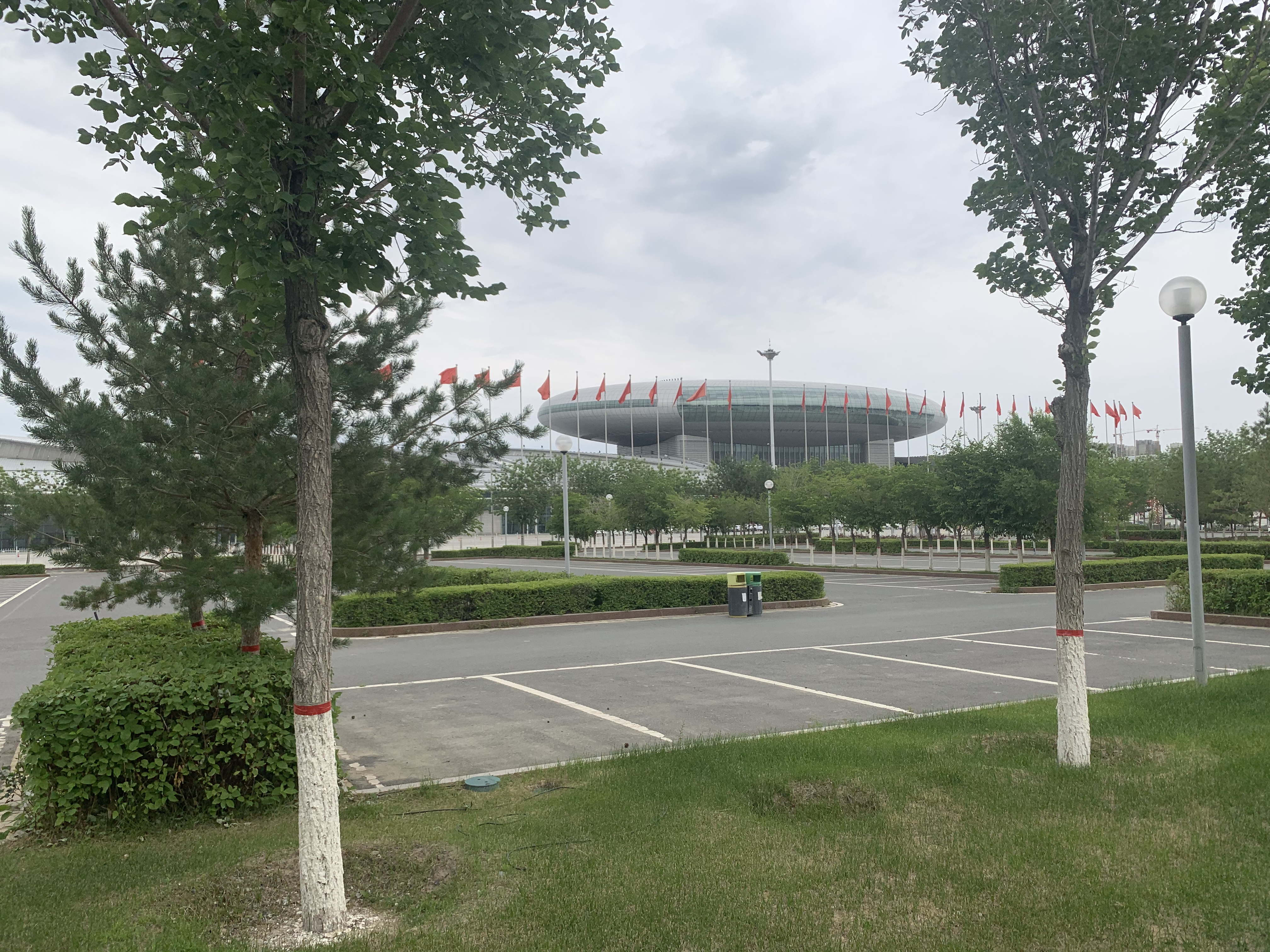
新疆国际会展中心一期场馆，可以看到椭圆体明月造型的会议中心

唐代诗人李白之《关山月》中“明月出天山”一句是新疆国际会展中心建筑主题，建筑轮廓设计以自然山体地形作为起点。其中一期场馆位于整体建筑南侧，建筑面积20万平方米。场馆建筑中轴对称，长480余米，宽超过130米，建筑最高点约50米。建筑采用跨度为108米的张弦桁架结构，采用“中庭”加“鱼骨”的单元生长式展馆布局，有6个面积约8000平方米的标准展厅，以及2个约4000平方米的小展厅。
新疆国际会展中心会议中心分布在一期建筑的三至五层，椭圆体明月造型的会议中心为悬挑桁架结构。三层是3个可容纳200人的会议厅，四层是3个150到200人的会议室和6个小会议室，五层分为可容纳800人的环形会议厅、可容纳400人会议厅、可容纳150人国际会议厅。可容纳1400人的无柱多功能厅在顶层。并配有音响系统、灯光系统、投影设备、同声传译系统等设施。

### 二期建筑
新疆国际会展中心二期场馆位于一期的北侧，中间通过交通廊与一期工程相连。二期建筑相比于一期，才用“和而不同”的设计，同样中轴对称，平面尺寸与一期几乎一致。同样采用张弦桁架结构，最大跨度超过121米，为建成时中国西北地区最长跨度张弦桁架结构。二期建筑采取“单元鱼骨式”布局，二期建筑采用标准单元布局模式，两侧分别是三个7560平方米、高24米的标准展厅单元，屋顶为雪莲花瓣形态。中间为面积12960平方米、高33余米的多功能展厅与宴会厅连通。部分有一层地下室，作为办公用房、餐饮用房、仓库等。
二期建筑工程设计及施工建筑信息模型。二期场馆建设及配套服务区项目获2016～2017年度中国建设工程鲁班奖（国家优质工程）。

## 展览活动
新疆国际会展中心属于差额拨款事业单位，其主要职能是承办中国－亚欧博览会、展览会、展销会、洽谈会和其他各类会议，提供相关服务。自2011年首届中国－亚欧博览会到2022年，共举办七届中国－亚欧博览会，第七届中国－亚欧博览会中设置展位超过2100个，报名企业超过860家，签约总额超过11000亿元人民币。新疆农业机械博览会、亚欧时装发布会等不同主题的展会也会选择在新疆国际会展中心举办。春节、元旦等节假日，新疆国际会展中心会举办年货会、元旦灯会等活动。夏季则会举办夜市、音乐节等活动。
另外，COVID-19疫情期间，新疆国际会展中心成为方舱医院。会展中心方舱医院运行时有4个大舱，共设置9400张床位。